# العلاقات البرازيلية النرويجية
العلاقات البرازيلية النرويجية هي العلاقات الثنائية التي تجمع بين البرازيل والنرويج.

## مقارنة بين البلدين
هذه مقارنة عامة ومرجعية للدولتين:
| وجه المقارنة                                              | البرازيل | النرويج                                                   |
| --------------------------------------------------------- | --- | --------------------------------------------------------- |
| المساحة (كم2)                                             | 8.52 مليون | 385.21 ألف                                                |
| عدد السكان (نسمة)                                         | 202.66 مليون | 5.33 مليون                                                |
| الكثافة السكانية (ن./كم²)                                 | 23.79 | 13.84                                                     |
| العاصمة                                                   | برازيليا، ريو دي جانيرو | أوسلو                                                     |
| اللغة الرسمية                                             | برتغالية برازيلية، Brazilian Sign Language ‏ | بوكمول، لغات السامي، نينوشك، اللغة النرويجية              |
| العملة                                                    | ريال برازيلي، كروزيرو ريال برازيلي ‏، كروزيرو البرازيلية (1990–1993)، البرازيلي كروزادو نوفو، كروزادو برازيلي، cruzeiro ‏، كروزيرو البرازيلية (1942–1967)، الريال البرازيلي (قديم) | كرونة نروجية                                              |
| الناتج المحلي الإجمالي (بليون دولار)                      | 2.06 تريليون | 398.83 مليار                                              |
| الناتج المحلي الإجمالي (تعادل القوة الشرائية) بليون دولار | 3.22 تريليون | 322.23 مليار                                              |
| الناتج المحلي الإجمالي الاسمي للفرد دولار أمريكي          | 8.54 ألف | 74.40 ألف                                                 |
| الناتج المحلي الإجمالي للفرد دولار أمريكي                 | 15.89 ألف | 65.61 ألف                                                 |
| مؤشر التنمية البشرية                                      | 0.754 | 0.944                                                     |
| رمز المكالمات الدولي                                      | +55 | +47                                                       |
| رمز الإنترنت                                              | .br | .no                                                       |
| المنطقة الزمنية                                           | | ت ع م+01:00، ت ع م+02:00، توقيت وسط أوروبا، أوروبا/أوسلو ‏ |

## مدن متوأمة
في ما يلي قائمة باتفاقيات التوأمة بين مدن برازيلية ونرويجية:
- ترتبط ماكاي مع ستافانغر باتفاقية توأمة.

## منظمات دولية مشتركة
يشترك البلدان في عضوية مجموعة من المنظمات الدولية، منها:
| علم المنظمة | اسم المنظمة                        | تاريخ انضمام البرازيل | تاريخ انضمام النرويج |
| ----------- | ---------------------------------- | --------------------- | -------------------- |
|             | البنك الدولي للإنشاء والتعمير      | 14 يناير 1946         | 27 ديسمبر 1945       |
|             | يونسكو                             | 4 نوفمبر 1946         | 4 نوفمبر 1946        |
|             | الاتحاد البريدي العالمي            | ?                     | ?                    |
|             | منظمة التجارة العالمية             | ?                     | 1995                 |
|             | وكالة ضمان الاستثمار متعدد الأطراف | 7 يناير 1993          | 9 أغسطس 1989         |
|             | البنك الإفريقي للتنمية             | ?                     | 1963                 |
|             | نظام تحكم تكنولوجيا القذائف        | 1995                  | 1990                 |
|             | منظمة الشرطة الجنائية الدولية      | ?                     | ?                    |
|             | مجموعة الموردين النوويين           | ?                     | ?                    |
|             | الاتحاد الدولي للاتصالات           | 4 يوليو 1877          | 1866                 |
|             | الأمم المتحدة                      | 24 أكتوبر 1945        | 27 نوفمبر 1945       |
|             | مؤسسة التمويل الدولية              | 31 ديسمبر 1956        | 20 يوليو 1956        |
|             | مؤسسة التنمية الدولية              | 15 مارس 1963          | 24 سبتمبر 1960       |
|             | الفريق المعني برصد الأرض           | ?                     | ?                    |
|             | منظمة حظر الأسلحة الكيميائية       | ?                     | ?                    |

## أعلام
هذه قائمة لبعض الشخصيات التي تربطها علاقات بالبلدين:
- غوستاف ويخايم (لاعب كرة قدم نرويجي، 18 مارس 1993[26] – )
- مونيكا هانسين (عارضة نرويجية، 13 أكتوبر 1982 – )

## وصلات خارجية
- موقع وزارة الخارجية البرازيلية
- موقع وزارة الخارجية النرويجية